# لا سنتر (کنتاکی)
لا سنتر (به انگلیسی: La Center) شهری در ایالت کنتاکی کشور ایالات متحده آمریکا است که جمعیت آن در سرشماری سال ۲۰۱۰ میلادی، ۱٬۰۰۹ نفر بوده‌است.